# Бруней на летних Олимпийских играх 2024

## Квалификация
| № п/п | Вид спорта      | Мужчины        | Мужчины                | Женщины        | Женщины                | Всего          | Всего                  |
| № п/п | Вид спорта      | Завоевано квот | Количество спортсменов | Завоевано квот | Количество спортсменов | Завоевано квот | Количество спортсменов |
| ----- | --------------- | -------------- | ---------------------- | -------------- | ---------------------- | -------------- | ---------------------- |
| 1     | Лёгкая атлетика | 1              | 1                      |                |                        | 1              | 1                      |
| 2     | Плавание        | 1              | 1                      | 1              | 1                      | 2              | 2                      |
|       | ИТОГО           | 2              | 2                      | 1              | 1                      | 3              | 3                      |

## Состав команды
Лёгкая атлетика
1. Мухд Нур Фирдаус Ар-Расид[англ.]

 Плавание
1. Зеке Чан[англ.]
2. Хейли Вонг[англ.]

## Легкая атлетика
Бруней получил одно универсальное место для участия в олимпийских соревнованиях.
Беговые дисциплины
| Спортсмен                 | Дисциплина    | Забеги    | Забеги | 1 круг               | 1 круг               | Утеш. забеги         | Утеш. забеги         | Полуфиналы           | Полуфиналы           | Финал                | Финал                |
| Спортсмен                 | Дисциплина    | Результат | Место  | Результат            | Место                | Результат            | Место                | Результат            | Место                | Результат            | Место                |
| ------------------------- | ------------- | --------- | ------ | -------------------- | -------------------- | -------------------- | -------------------- | -------------------- | -------------------- | -------------------- | -------------------- |
| Мухд Нур Фирдаус Ар-Расид | Мужчины 100 м | 10,86     | 8      | завершил выступление | завершил выступление | завершил выступление | завершил выступление | завершил выступление | завершил выступление | завершил выступление | завершил выступление |

## Плавание
Бруней получил два универсальных места для участия в олимпийских соревнованиях пловцов, по одному у мужчин и женщин.
| Спортсмен  | Дисциплина                 | Заплывы | Заплывы | Полуфиналы            | Полуфиналы            | Финал                 | Финал                 |
| Спортсмен  | Дисциплина                 | Время   | Место   | Время                 | Место                 | Время                 | Место                 |
| ---------- | -------------------------- | ------- | ------- | --------------------- | --------------------- | --------------------- | --------------------- |
| Зеке Чан   | Мужчины 100 м на спине     | 1.00,38 | 45      | завершил выступление  | завершил выступление  | завершил выступление  | завершил выступление  |
| Хейли Вонг | Женщины 50 м вольный стиль | 28,52   | 50      | завершила выступление | завершила выступление | завершила выступление | завершила выступление |